# Ricardo Zonta
Ricardo Zonta, född 23 mars 1976 i Curitiba, är en  brasiliansk racerförare. Han bor i Monte Carlo.

## Racingkarriär
Zonta har kört Formel Chevrolet, formel 3 och formel 3000, där han vann två lopp, och debuterade i formel 1 för British American Racing 1999. Han har som bäst kommit sexa i tre F1-lopp. 
2003 blev Zonta testförare för Toyota men han fick ersätta stallets försteförare Cristiano da Matta i de sex sista loppen 2004. Säsongen efter "deltog" han i ett lopp, det skandalartade USA:s Grand Prix 2005. 
Zonta var testförare för Renault säsongen 2007.

## F1-karriär
| Säsong | Stall/Tillverkare | Poäng | Placering |
| ------ | ----------------- | ----- | --------- |
| 1999   | BAR-Supertec      | 0     | –         |
| 2000   | BAR-Honda         | 3     | 14        |
| 2001   | Jordan-Honda      | 0     | –         |
| 2004   | Toyota            | 0     | –         |
| 2005   | Toyota            | 0     | –         |